# Meurtres et disparitions de femmes autochtones aux États-Unis
Pour un article plus général, voir Meurtres et disparitions de femmes autochtones.

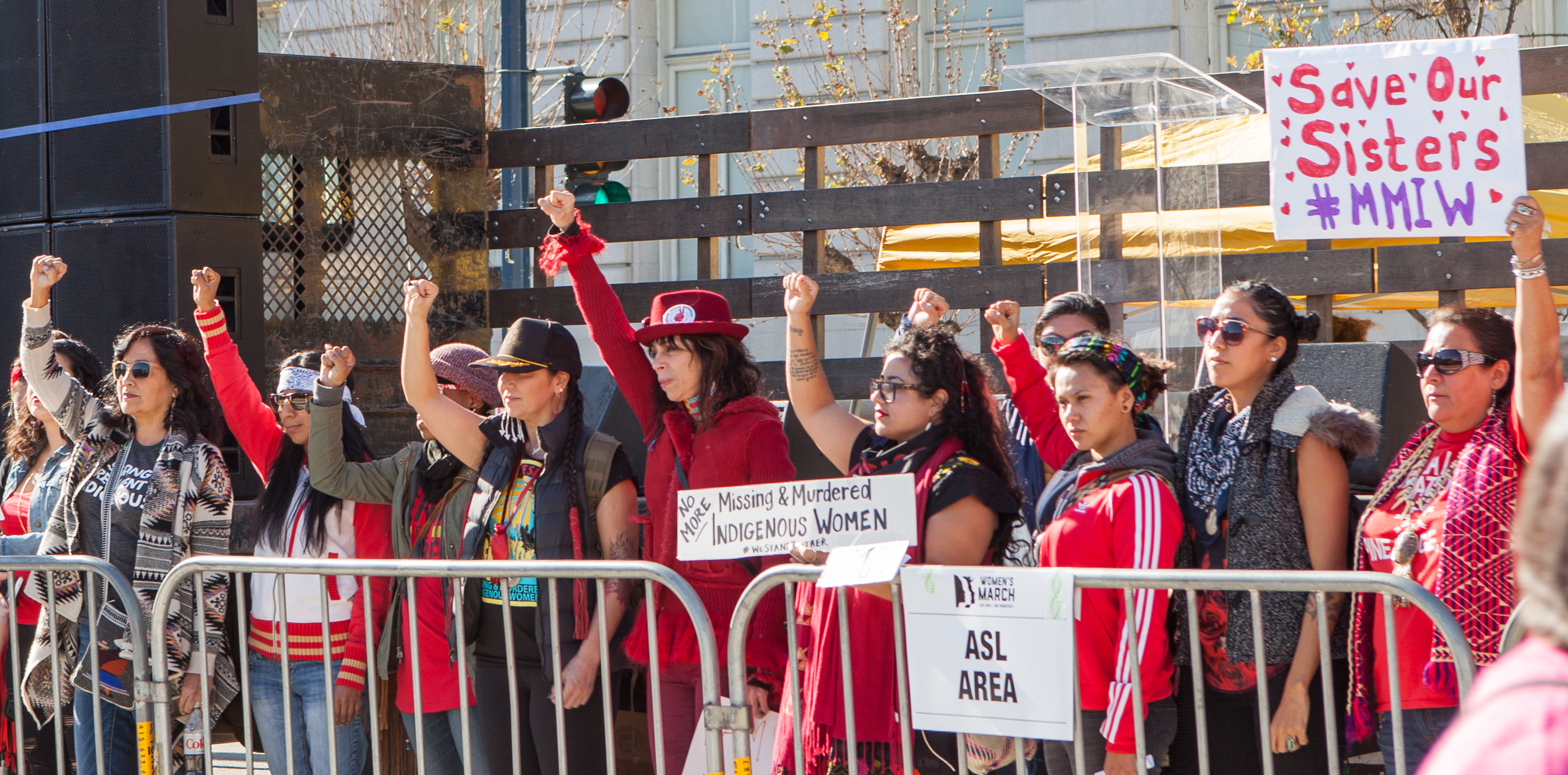
Manifestation de soutien au mouvement MMIW en 2018, à San Francisco.

La question des meurtres et disparitions de femmes autochtones, qui renvoie à un phénomène de société d'abord relevé au Canada, se pose également aux États-Unis. Confrontée à la sur-représentation des Amérindiennes parmi les femmes victimes d'enlèvement ou de meurtre, la résolution des enquêtes criminelles se heurte en outre, aux États-Unis, à la complexité du partage des juridictions sur le territoire et dans le voisinage des réserves. Depuis 2015, le mouvement de protestation contre le sort des femmes autochtones disparues ou assassinées, ou des femmes et filles autochtones disparues ou assassinées, également désigné par les sigles anglais MMIW (pour Missing and Murdered Indigenous Women) ou MMIWG (Missing and Murdered Indigenous Women and Girls), s'est étendu 'aux États-Unis. La prise de conscience de la situation a suscité des mesures politiques, au niveau fédéral comme dans les États impliqués.

## Situation

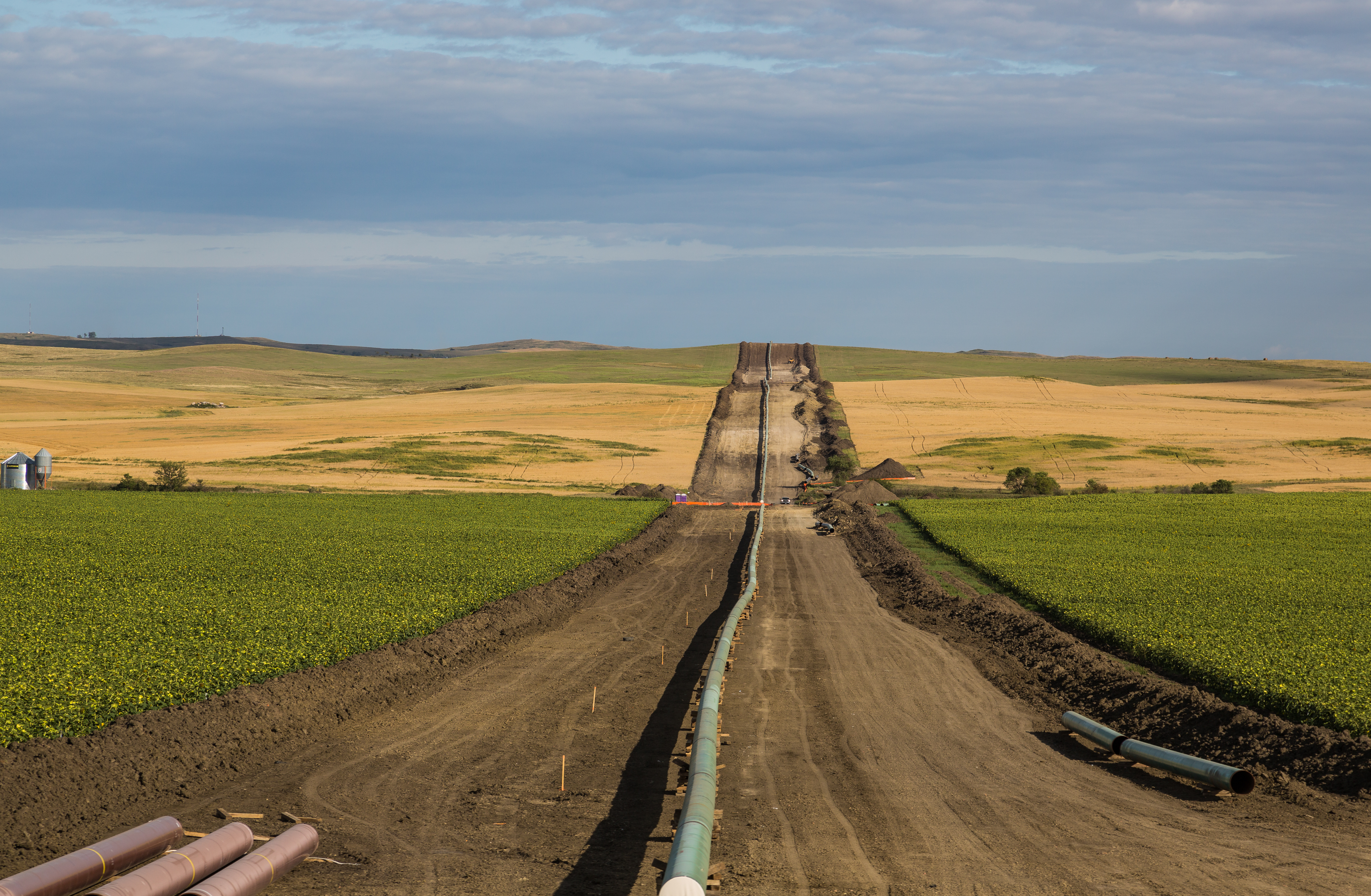
Oléoduc au Dakota.

Dans certaines régions des États-Unis, les Amérindiennes ont dix fois plus de chances que la moyenne des femmes d'être victimes de crimes violents. Les réserves, en particulier, sont confrontées à de nombreux cas de femmes disparues ou dont les corps sont retrouvés sur leur territoire ou à proximité ; mais, du fait notamment de la complexité de leur statut, les crimes y restent souvent non élucidés, : par exemple, chez les Sioux Lakota, quatre cas sur cinq n'ont jamais été résolus.
Dans la plupart des cas où il est identifié, l'auteur du crime ne vient pas de la population autochtone ; il se recrute souvent parmi les travailleurs qui résident temporairement dans les réserves ou à leur voisinage, comme ceux des champs pétrolifères du Dakota du Nord. Le boom pétrolier de la fracturation hydraulique s'est accompagné d'une augmentation des meurtres et disparitions de femmes autochtones,,.

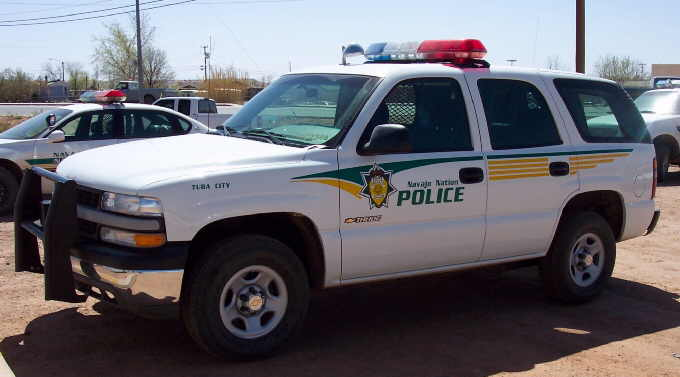
Voiture de patrouille de la police navajo.

La complexité de la répartition des compétences policières et judiciaires à l'intérieur et autour des réserves complique la résolution des affaires. Alors qu'à l'extérieur des réserves opèrent les forces de police dépendant de l'État fédéré ou du comté, l'intérieur relève de la police tribale ou fédérale. En règle générale, les polices de l’État ou du comté ne sont pas responsables des réserves et ne peuvent y intervenir qu’à la demande de la police tribale. Toutefois, dans les États de Californie, du Minnesota, du Wisconsin, de l'Oregon et du Nebraska, la police de l'État peut intervenir de sa propre initiative sur ces terres : c'est le résultat de l'application d'une loi de 1953 qui permet des transferts de responsabilité du gouvernement fédéral aux États,. Mais ailleurs, même mal équipées et en sous-effectifs, les forces de police tribales hésitent à demander l'aide de l'extérieur, car les tribus tiennent à leur souveraineté. C'est particulièrement le cas pour les grandes réserves situées dans le Dakota du Sud, le Dakota du Nord, le Wyoming, le Montana, l'État de Washington, l'Idaho, l'Arizona et le Nouveau-Mexique.
En 2018, sur 5712 cas recensés par l'Urban Indian Health Institute (UIHI) de Seattle, seuls 118 ont été instruits par le FBI, alors que la loi sur les crimes majeurs en confère la responsabilité aux autorités fédérales. Une enquête publiée la même année indique que 84,3 % des femmes autochtones interrogées ont subi des violences physiques et que 56 % ont été abusées sexuellement ,. Les capacités d'action des tribus sont limitées, puisque les tribunaux fédéraux, plutôt que les tribunaux tribaux, ont compétence sur les crimes majeurs. Ce n'est que depuis la loi de ré-autorisation sur la violence contre les femmes, signée par le président Barack Obama le 7 mars 2013, que les tribunaux tribaux peuvent traiter de tels cas. Mais la loi a expiré en 2018 et doit encore être prorogée.[réf. souhaitée]

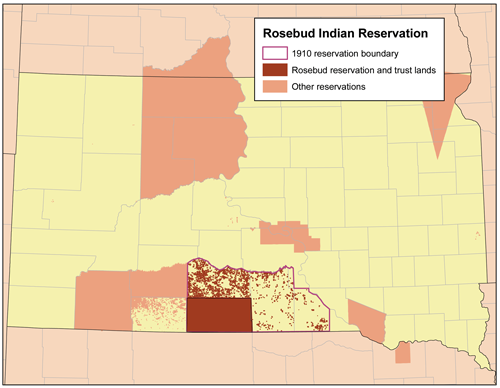
Carte de la réserve indienne de Rosebud (Dakota du Sud), montrant aussi les terres hors-réserve.

Une autre difficulté provient du statut particulier, dans les zones dites tribales, des terres collectives hors-réserve. Tout comme celles des réserves, ces terres ne sont pas soumises à l'État dans lequel elles sont situées, : elles relèvent directement du gouvernement fédéral, comme Puerto Rico, Guam, les Samoa américaines ou le district de Columbia. Le patchwork qu'elles constituent dans certaines régions des États-Unis en rend l'administration très problématique, en particulier dans le domaine de la sécurité et de l'ordre public, car il est souvent difficile de déterminer l'autorité compétente. Ainsi, la réserve de Rosebud, dans le Dakota du Sud, est entièrement inscrite dans les limites du comté de Todd, mais la tribu des Sicango Lakota Oyate possède aussi des terres dans les comtés de Tripp, de Lyman, de Mellette et de Gregory, qui relèvent également de la police tribale.
L'affaire États-Unis contre Medearis illustre les effets de cette complexité. Le 13 janvier 2002, Cody Cheyenne Medearis, recherché pour l'enlèvement et le viol de Sherri Lynn Whiting, une femme de la réserve de Rosebud, a été arrêté par la police des Sicango Lakota Oyate à proximité de Wood, dans le comté de Mellette. Cependant, le terrain sur lequel il a été appréhendé, celui d'une station-service, s'est avéré situé plusieurs mètres en dehors du territoire tribal : son arrestation par la police tribale était de ce fait illégale.

## Protestations et mesures politiques

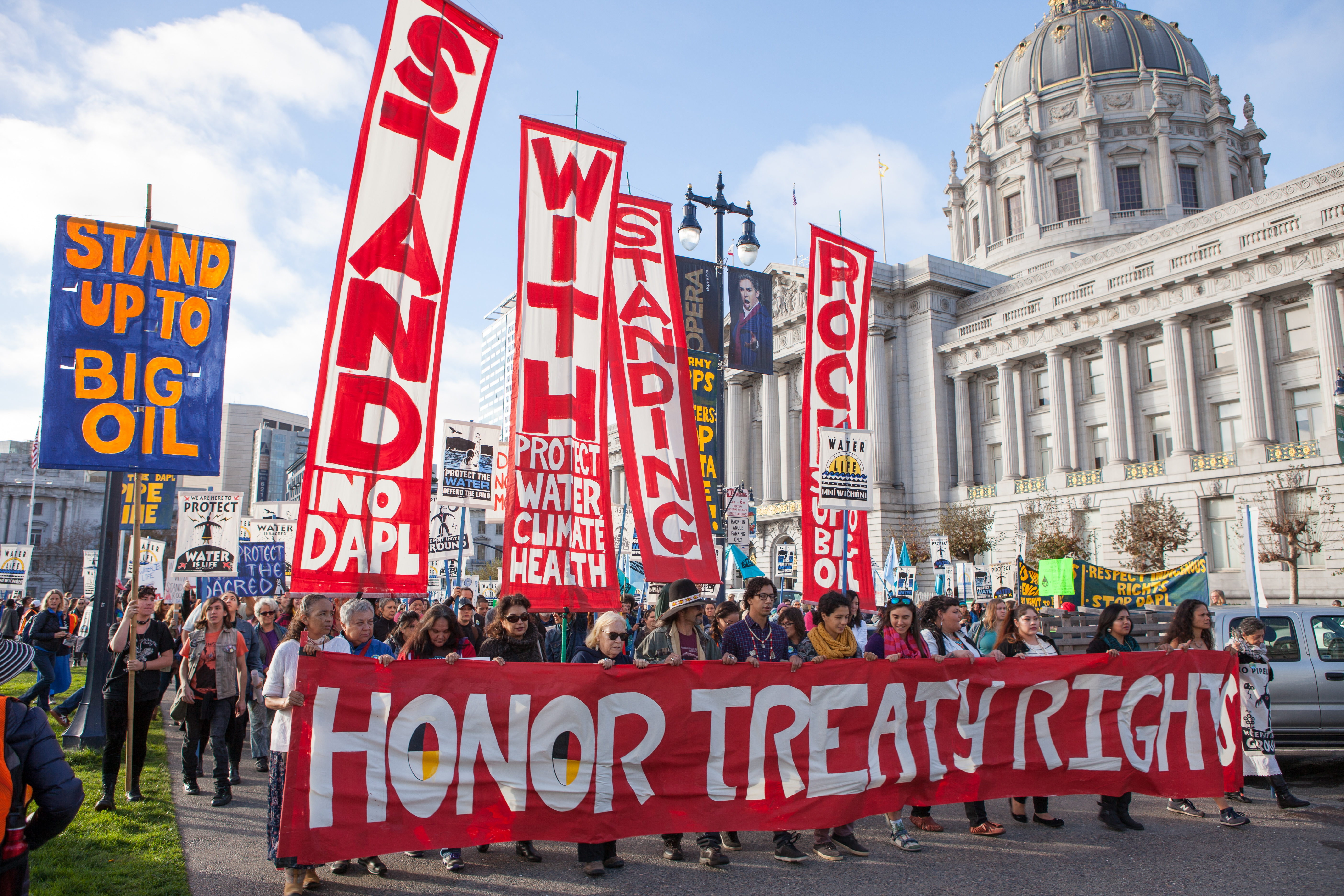
Manifestation contre l'industrie pétrolière et l'oléoduc Dakota Access.

#MMIW est un hashtag apparu sur les réseaux sociaux en novembre 2015. La protestation contre le sort des femmes autochtones disparues ou assassinées est liée notamment au mouvement d'opposition rencontré par l'oléoduc Dakota Access, militants et chefs tribaux imputant les crimes aux employés des compagnies pétrolières,.

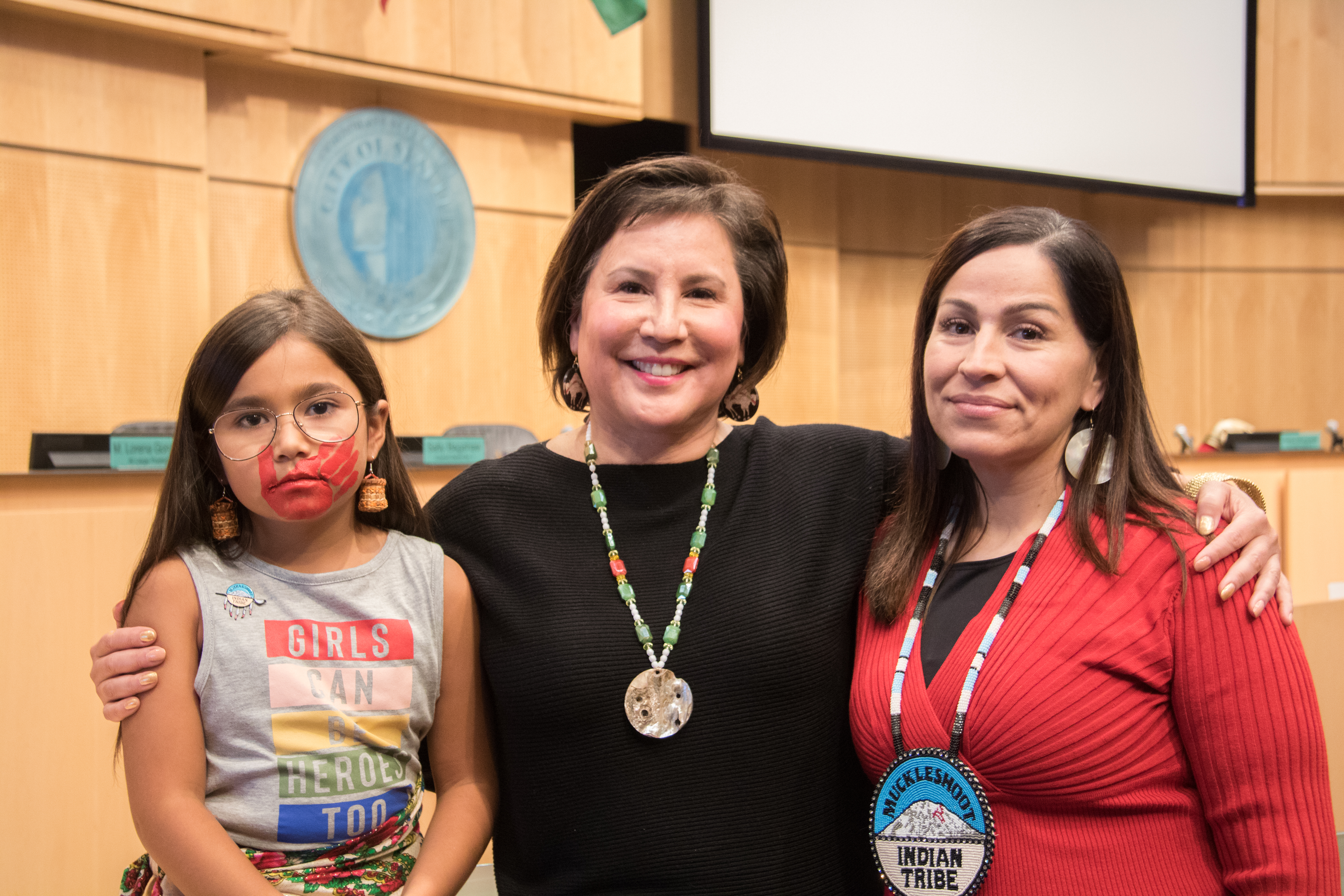
La conseillère Debora Juarez exprimant le soutien de la municipalité de Seattle au mouvement MMIW.

En 2018, le Congrès américain a adopté la loi Savanna, du nom de Savanna LaFontaine-Greywind, une Amérindienne de 22 ans dont le corps avait été retrouvé en 2017 dans une rivière du Dakota du Nord. Cette loi impose l'enregistrement des cas de femmes autochtones disparues ou assassinées dans une base de données. En outre, les forces de police tribale doivent recevoir des fonds et des moyens de formation supplémentaires, tandis que le FBI devrait être plus actif,.
Le 26 novembre 2019, à la suite du témoignage apporté le 11 septembre par Charles Addington, du Bureau des affaires indiennes, devant une commission du Congrès américain, le président Donald Trump a mis en place un groupe de travail pour résoudre le problème des MMIW. Des États comme le Minnesota, le Dakota du Sud , le Dakota du Nord  ou le Montana  ont également mis en place des groupes de travail dédiés. Donald Trump a fait du 5 mai la « journée de sensibilisation MMIW », et le problème est reconnu dans le pays comme une crise nationale, .

## Dans la culture
- Wind River, thriller de Taylor Sheridan[30].
- Alaska Daily, série TV, 2022.
- Fancy Dance, drame, 2024